# جورج لو (لاعب كرة قدم)
جورج لو (بالإنجليزية: George Law)‏ (12 مايو 1912 في المملكة المتحدة - 2 أكتوبر 1970 في المملكة المتحدة) هو لاعب كرة قدم بريطاني (وحمل سابقاً جنسية المملكة المتحدة لبريطانيا العظمى وأيرلندا) في مركز الهجوم. لعب مع كولتشستر يونايتد ونادي نورثامبتون تاون ونورويتش سيتي وWellingborough Town F.C. ‏ ولوستوفت تاون ‏ وRushden Town F.C. ‏.